# Himle
Himle är en tätort i Varbergs kommun i Hallands län, belägen cirka 10 kilometer sydost om Varberg. I norra Himle ligger Spannarps kyrka, sockenkyrka i Spannarps socken.

## Historia
Varberg–Ätrans Järnväg (WbÄJ) var en normalspårig järnväg som var i bruk 1911–1961. Stationen i Spannarps socken (vid Västkustbanan) gavs namnet Himle (efter Himle härad), då namnet Spannarp var upptaget av en station i Ängelholmstrakten.
Kring stationen i Himle växte ett mindre samhälle upp och under sin blomstringstid fanns såväl lantmannaförening som mejeri och flera affärer. I samband med Västkustbanans utbyggnad till dubbelspår under 1990-talet revs stationsbyggnaden, då järnvägen fick en ny sträckning 2 km väster om Himle. År 2006 var såväl affärer som lantmannaförening nedlagda. Tidigare fanns här nöjesparken Fun City.

### Befolkningsutveckling
| Befolkningsutvecklingen i Himle 1990–2020 | Befolkningsutvecklingen i Himle 1990–2020 | Befolkningsutvecklingen i Himle 1990–2020 | Befolkningsutvecklingen i Himle 1990–2020 | Befolkningsutvecklingen i Himle 1990–2020 |
| ----------------------------------------- | ----------------------------------------- | ----------------------------------------- | ----------------------------------------- | ----------------------------------------- |
|                                           |                                           |                                           |                                           |                                           |
| År                                        |                                           |                                           | Folkmängd                                 | Areal (ha)                                |
| 1990                                      | 1990                                      |                                           | 249                                       | 32#                                       |
| 1995                                      | 1995                                      |                                           | 250                                       | 40                                        |
| 2000                                      | 2000                                      |                                           | 275                                       | 40                                        |
| 2005                                      | 2005                                      |                                           | 259                                       | 40                                        |
| 2010                                      | 2010                                      |                                           | 278                                       | 39                                        |
| 2015                                      | 2015                                      |                                           | 277                                       | 50                                        |
| 2020                                      | 2020                                      |                                           | 297                                       | 53                                        |
| Anm.: Ny tätort 1995 # Som småort.        |                                           |                                           |                                           |                                           |

1990 räknades orten som en småort med benämningen Spannarp + Himle, sedan år 1995 är orten tätorten Himle.

## Samhället
I anslutning till motorvägen E6, 2 km väster om Himle, ligger Motell Nya Björkäng med restaurang, bensinstation och butiker även en golfbana ansluter till motellet.